# Kanaljen i seraljen
Kanaljen i seraljen är en versbok för barn skriven av Lennart Hellsing. Boken utgavs på Rabén & Sjögren bokförlag 1956 och har illustrerats av bland andra Stig Lindberg, Stellan Mörner, Olle Olsson Hagalund och Egon Möller Nielsen.

## Handling
Boken innehåller tretton verser med gemensam nämnare att de utspelar sig i Mellanöstern och länderna däromkring förutom en vers, Sotaren, som utspelar sig i Sierra Nevada. Bland annat utspelar de sig i Istanbul där man får träffa Sultanen på divanen och Kanaljen i Seraljen och i Samarkand där det plötsligt börjar snöa. Även drottningen av Saba har fått en egen vers. Liksom Hellsings andra versböcker innehåller boken mycket humor och ordlekar.

## Om boken
När en nyutgåva trycktes av boken 1989 skrev Hellsing att han hade tänkt: "Varför finns det så mycket dåliga bilder i barnens värld? Det kostar väl inte mer att trycka en bra bild än en dålig bild. Jag ska ta de stora konstnärerna i örat och släpa dem in i barnkamrarna." Detta resulterade i att tretton av dåtidens svenska konstnärer ställde upp och illustrerade bokens olika verser.
| Vers                    | Illustratör           |
| ----------------------- | --------------------- |
| Istanbul                | Stig Lindberg         |
| Fem Araber              | Sven Erixson          |
| Sotaren                 | Roland Kempe          |
| Fabel från Babel        | Stellan Mörner        |
| Paschan                 | Egon Möller Nielsen   |
| Tjing-Tjang-Tjeng       | Olle Olsson Hagalund  |
| Greven av Malta         | Karl Axel Pehrson     |
| Sindbad                 | Lars Gunnar Holmquist |
| Snö i Samarkand         | Uno Vallman           |
| Ali Bej                 | Endre Nemes           |
| Kalifen av Oartzarsante | Randi Fisher          |
| Drottningen av Saba     | Armand Rosander       |
| Ali Alkali              | Erik Prytz            |
| Omslag                  | Olle Eksell           |